# Toque Mágico
Toque Mágico é o sexto álbum de estúdio do grupo brasileiro de samba Só Preto Sem Preconceito, lançado em 1993 pela EMI Music.

## Faixas
Lado A
1. Eu Não Vivo Sem Você 	3:50
2. Quem Tá Duro, Reza Pra Chover 	3:23
3. Envolvente 	3:42
4. Jóia Rara 	3:27
5. Lugar Comum 	4:02
6. Dança Nago 	3:30

Lado B
1. Toque Mágico 	3:52
2. Favela 	3:22
3. Olha Nós Aí De Novo 	4:17
4. Pra Não Me Ver Chorar 	3:50
5. Maria Do Roçado 	4:00
6. Que Sufoco 	2:35

## Integrantes
- Paulinho – voz, violão, cavaquinho e banjo
- Cimar – voz e tantã
- Reginaldo – voz e pandeiro
- Fernando – voz e repique de mão
- Rodrigo – reco-reco